# Hinterer Roxheimer Altrhein
Koordinaten: 49° 34′ 24″ N, 8° 23′ 9″ O
Das Naturschutzgebiet Hinterer Roxheimer Altrhein liegt im Rhein-Pfalz-Kreis in Rheinland-Pfalz. Das 42,80 ha große Gebiet, das im Jahr 1965 unter Naturschutz gestellt wurde, erstreckt sich östlich der Gemeinde Bobenheim-Roxheim am westlich gelegenen Silbersee entlang. Unweit südlich verläuft die Kreisstraße 1, östlich verläuft die B 9 und fließt der Rhein.

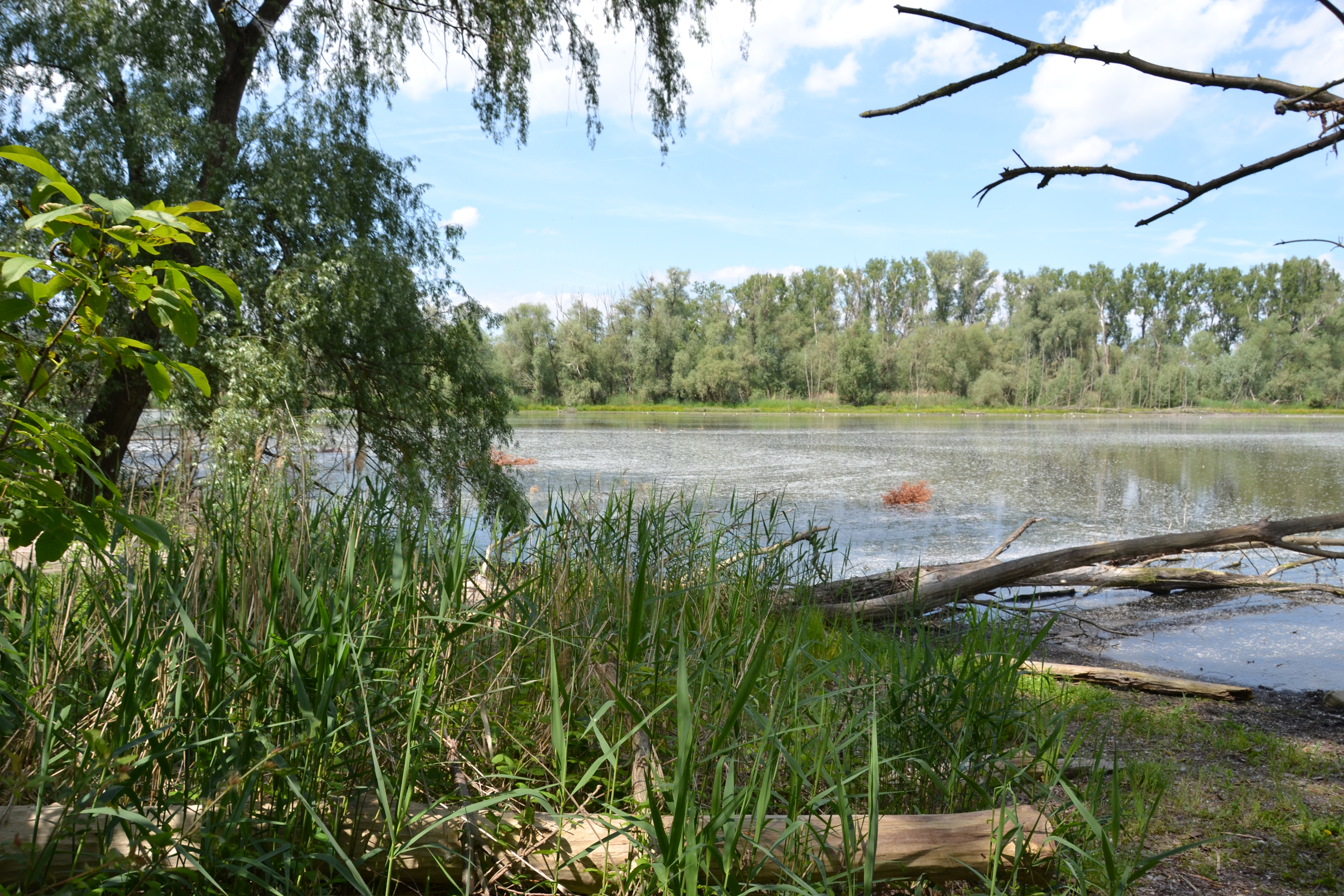
Blick über den Altrhein.
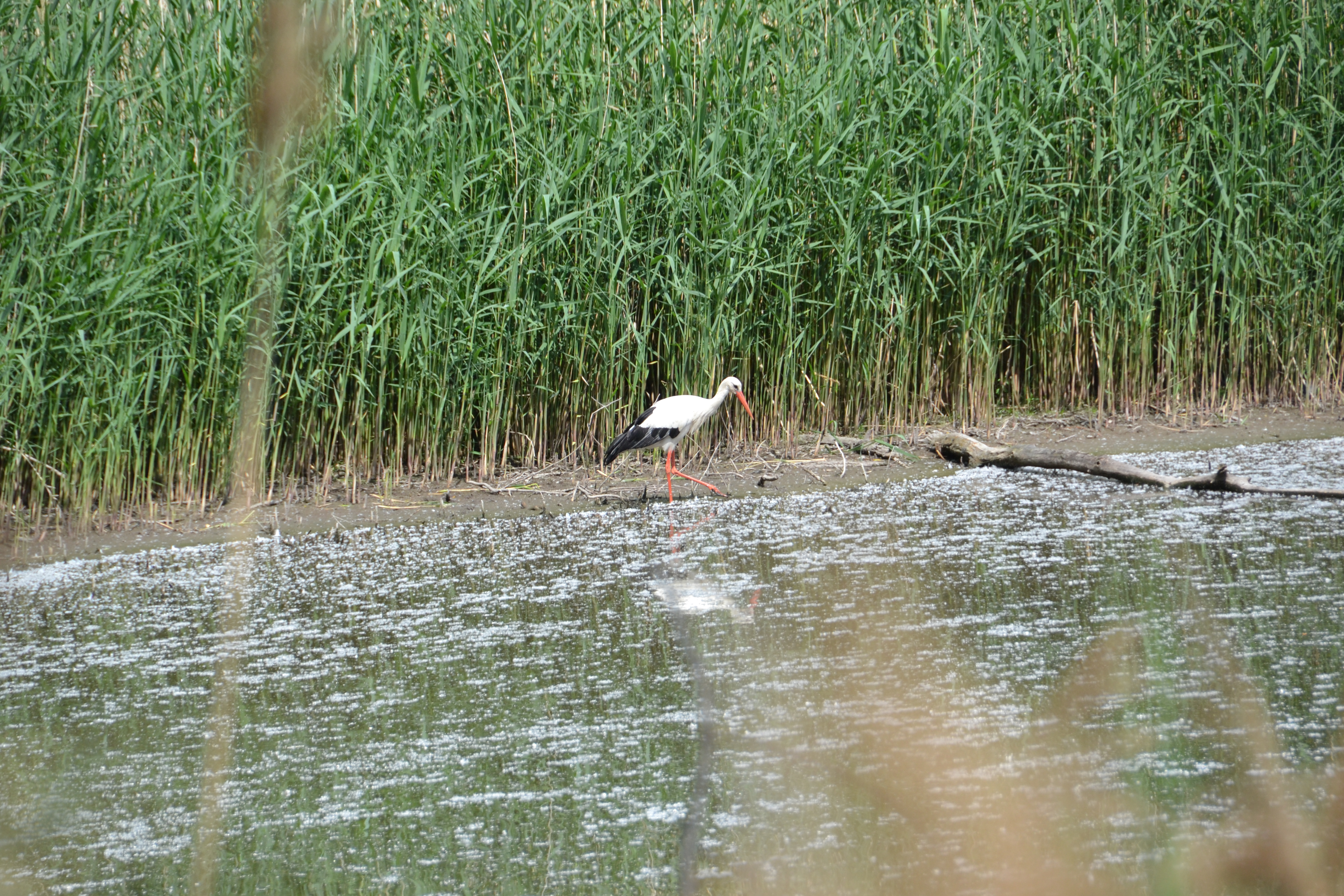
Ein Storch sucht am Altrheinarm nach Futter.